# Eugène Bourdon
Eugène Bourdon (ur. w Paryżu, 8 kwietnia 1808, zmarł w Paryżu 29 września 1884) – wynalazca, inżynier, w 1849 wymyślił ciśnieniomierz zwany rurką Bourdona, obecnie najpopularniejsze ciśnieniomierze umożliwiające pomiar zarówno niewielkich jak i bardzo wysokich ciśnień (700 MPa). 
Eugène Bourdon założył Bourdon Sedeme przedsiębiorstwo produkujące ciśnieniomierze jego wynalazku. Amerykańskie prawa patentowe Eugene Bourdona zostały kupione przez Edwarda Ashcrofta w 1852. 